# KeyBank Center
KeyBank Center - voorheen bekend als First Niagara Center, HSBC Arena en Marine Midland Arena - is een indoor-sportstadion gelegen in Buffalo, New York. Vaste bespelers zijn de Buffalo Sabres (ijshockey) en Buffalo Bandits (lacrosse).
Dit stadion wordt ook gebruikt in het professioneel worstelen en de WWE gebruikte deze stadion voor bepaalde evenementen zoals The Great American Bash 2005, Armageddon 2008, Night of Champions 2011 en WWE Battleground op 6 oktober 2013.